# Ньїве-Ветерінг
Ньї́ве-Ве́терінг (нід. Nieuwe Wetering) — село у муніципалітеті Каг-ен-Брассем, у нідерландській провінції Південна Голландія.

## Розташування і транспорт
Село Ньїве-Ветерінг розташоване на півночі муніципалітету, за 10 км на схід від Лейдена та на захід від адміністративного центру муніципалітету — села Рулофарендсвен. Село має вигляд стрічки, що простягнулася уздовж головної вулиці села — Achterweg. Цікаво, що, з-поміж інших населених пунктів муніципалітету Каг-ен-Брассем, Ньїве-Ветерінг має найменшу кількість вулиць. Площа села становить лише 0,45 км², з яких 0,43 км² — суходіл і 0,02 км² — водна поверхня.
На схід від села пролягає автострада А44 та швидкісна залізниця HSL.
По території села пролягає маршрут місцевого автобуса № 723, який прямує в один бік на Ауде-Ветерінг і Рулофарендсвен, в інший — на Аббенес, Бейтенкаг, Ліссебрук та Ліссе.

## Історія
Село Ньїве-Ветерінг виникло як поселення видобувачів торфу у XIV столітті. Назва села вперше згадується близько 1342 року. Пізніше місцеві жителі почали займатися тваринництвом. До 1 січня 2009 року Ньїве-Ветерінг входив до складу муніципалітету Алкемаде і був у ньому найменшим населеним пунктом.

## Демографія
Станом на 2012 рік в Ньїве-Ветерінгу мешкало 595 осіб, з яких 290 чоловіків та 305 жінок. За віком населення розподіляється наступним чином:
- особи у віці до 15 років — 18%,
- особи у віці від 15 до 25 років — 12%,
- особи у віці від 25 до 45 років — 23%,
- особи у віці від 45 до 65 років — 33%,
- особи у віці старше 65 років — 14%.

З усіх мешканців близько 7% мають іноземне походження, більшість з них — близько 5% — європейці, осіб не-європейського походження — близько 2%. Близько половини не-європейців походять з Марокко.

## Пам'ятки
На території села розташовано 10 пам'яток місцевого значення.